# Taxila haquinus
Taxila haquinus es una especie de mariposa, de la familia de los riodínidos, que fue descrita originalmente con el nombre de Papilio haquinus, por Fabricius, en 1793, a partir de ejemplares procedentes de la India. Es la única especie del género Taxila.

## Distribución
Taxila haquinus está distribuida entre las regiones Indomalaya y Australasia y ha sido reportada en al menos 28 países o regiones diferentes.